# Josef Andreas Pausewang

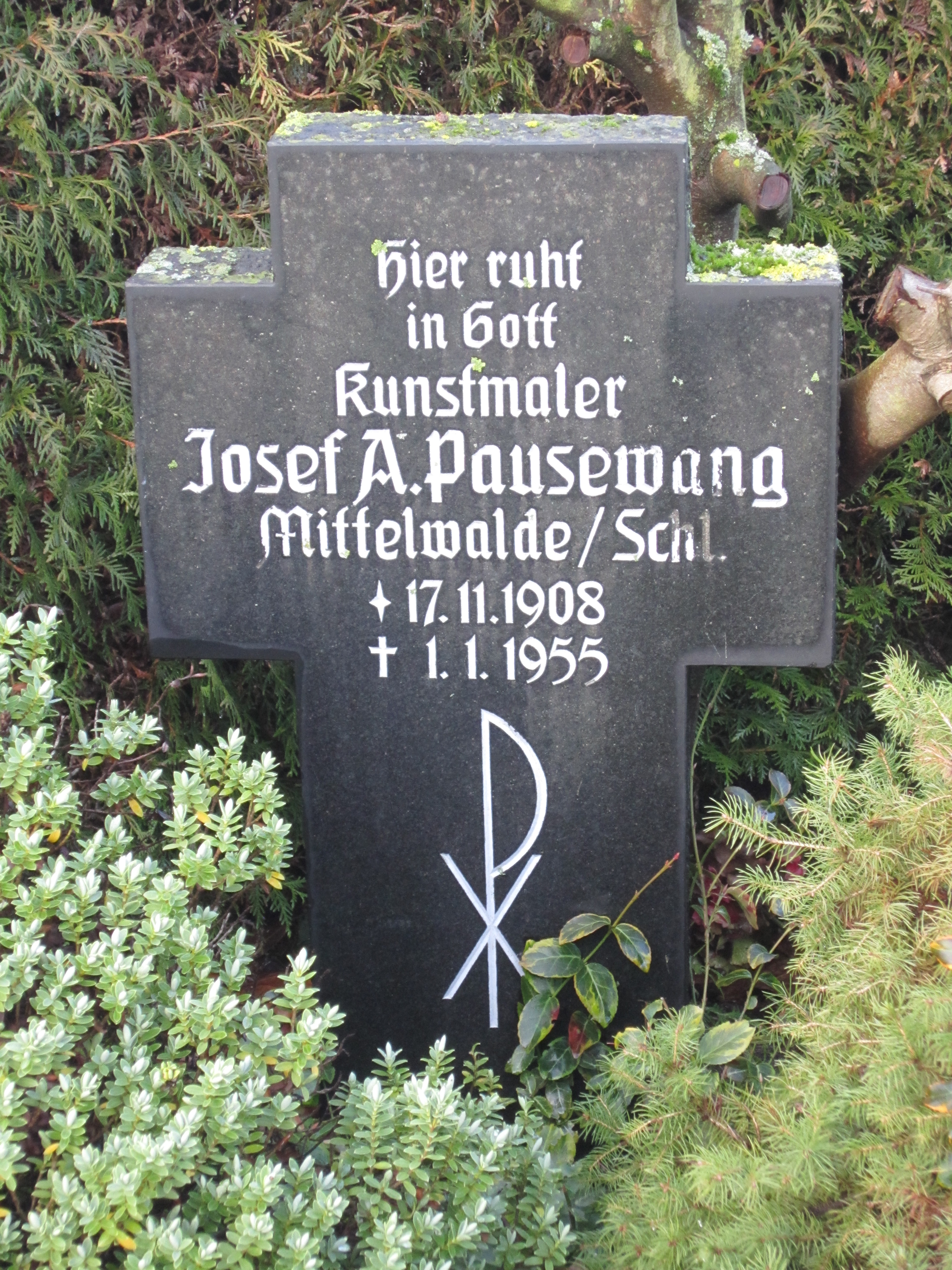

Josef Andreas Pausewang (ur. 17 listopada 1908 we wsi Boboszów koło Międzylesia, zm. 1 stycznia 1955 w Lohne (Oldenburg)) – niemiecki malarz i rysownik, członek Kłodzkiej Grupy Artystycznej.
Pochodził z rodziny nauczycielskiej. W dzieciństwie i młodości mieszkał w miasteczku Mittelwalde (dzis. Międzylesiu). Rysunków i malarstwa uczył się u Artura Heinkego, Waltera Hartmanna, Artura Wasnera (Wrocław, Berlin, Drezno). Pierwsze dzieła wystawiał w 1927. W następnych latach (1928-1931) dużo podróżował po Europie, odwiedzając Włochy, Szwajcarię, Francję, Hiszpanię. Malował pejzaże, sceny rodzajowe, martwe natury, portrety.
Od 1932 mieszkał w Dreźnie, planował jednak powrót do Międzylesia. W dwudziestoleciu międzywojennym rodzinne miasteczko odwiedzał wielokrotnie. Był autorem wielu obrazów, szkiców, współpracownikiem Guda Obend.
W roku 1943 został powołany do wojska i dostał się do niewoli. Przebywał w obozie jenieckim we Włoszech do 1947. Stworzył wtedy liczne portrety dam angielskich i oficerów. W latach 1947–1955 mieszkał w Lohne, był działaczem Związku Wypędzonych (BdV), radnym (1952-1955). Publikował artykuły poświęcone sztuce, zwłaszcza malarstwu, tworzył poezje, pisał opowiadania i wspomnienia.